# ラララ-ソソソ
「ラララ-ソソソ」は、真野恵里菜のインディーズ3枚目のシングル。2008年12月13日に発売。発売元の直販及び通販以外にTOWER RECORDSで発売された。

## 収録曲
1. ラララ-ソソソ
作詞：三浦徳子　作曲：KAN　編曲：たいせい
2. ラララ-ソソソ(Instrumental)

## 参加ミュージシャン
ラララ-ソソソ
- プログラミング：たいせい・KAN
- ドラム&パーカッション：高尾俊行
- ギター：菊池真義
- ベース：千ヶ崎学
- ピアノ：旭純
- コーラス：たいせい・藤田真由美